# مهارات شخصية

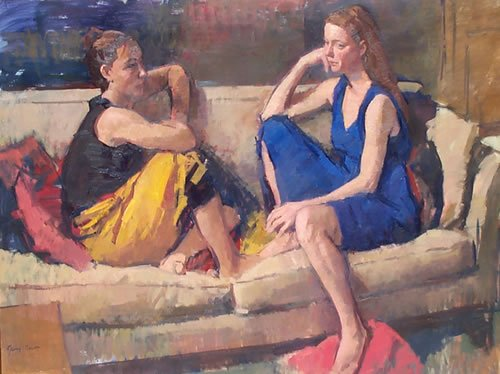

المهارات الشخصية هو مصطلح السوسيولوجية المتعلقة بالشخص "المكافئ" (اختبارات الذكاء العاطفي) ، ومجموعة من السمات الشخصية والنعم الاجتماعية، والاتصالات، واللغة ، والعادات الشخصية، والود، والتفاؤل التي تميز علاقاتنا مع الآخرين. المهارات الشخصية هي التي تكمل المهارات الثابتة (جزء من ذكاء الشخص ) ، وهي التي تطلب تقنيات من الوظيفة والعديد من الأنشطة الأخرى.
الشخص ذو المهارة الشخصية المكافئة هو جزء مهم من له أو لها المساهمة الفردية لنجاح أي منظمة. خاصة تلك المنظمات التي تتعامل مع العملاء وجها لوجه عادة ما تكون أكثر نجاحا إذا كانت تدريب موظفيها لاستخدام هذه المهارات. الفحص أو التدريب للعادات أو الصفات الشخصية مثل الثقة والأجتهاد يمكن أن تسفر عن عائد على الاستثمار بالنسبة للمنظمة. لهذا السبب، فالمهارات الشخصية تسعد باهتمام متزايد من قبل أرباب العمل، بالإضافة إلى المؤهلات العلمية المتخصصة.
وقد اقترح أنه يوجد عدد من مهن المهارات الشخصية قد تكون أكثر أهمية على المدى الطويل من المهارات التقنية. مهنة المحاماة هي أحد الأمثلة على ذلك حيث القدرة على التعامل مع الناس بأدب وبشكل فعال، أكثر من مهاراته التقنية وحدها، يمكن أن تحدد النجاح المهني للمحامي.

## أمثلة على مهارات التعامل مع الآخرين
- المشاركة في فريق (انظر بناء فريق العمل)
- تعليم الآخرين
- تقديم الخدمات
- قيادة فريق (انظر القيادة)
- التفاوض
- توحيد صفوف الفريق في ظل الاختلافات الثقافية
- الدافع
- توظيف مهارات صنع القرار
- توظيف مهارات حل المشاكل
- ملاحظة أشكال من الآداب
- التعامل مع الآخرين
- الحفاظ على معنى الحديث (حديث صغير)
- الحفاظ على محادثة هادفة (النقاش / الجدل)
- تحييد الحجج مع التوقيت والتعليمات والتهذيب، وبلغة موجزة
- اختلاق الفائدة بذكاء والتحدث عن أي موضوع